# Maschera Nera
Maschera Nera (en español, Máscara Negra) es una historieta italiana del Oeste de la casa Editorial Corno, creada por Max Bunker y Paolo Piffarerio en 1962.
Fueron publicados 36 números divididos en 2 series.

## Argumento
Tras terminar sus estudios de Derecho en Inglaterra, a finales del siglo XIX, el joven Ringo Rowandt vuelve a los Estados Unidos, donde su padre, ya mayor, es el sheriff de un pueblo del Lejano Oeste. Frente a las injusticias de esta nueva realidad, decide reaccionar combatiendo el mal con dos identidades diferentes: la de abogado y la de justiciero enmascarado.